# ووووچا
ووووچا (به لاتین: Wołucza) یک روستا در لهستان است که در گمینا راوا مازوویتسکا واقع شده‌است.